# Villaseca de la Sagra
Villaseca de la Sagra es un municipio y localidad española de la provincia de Toledo, en la comunidad autónoma de Castilla-La Mancha. El término municipal tiene una población de 1859 habitantes (INE 2024).
Cuenta con una residencia de la tercera edad con 35 plazas, centro cultural, en donde se ubican una biblioteca, un centro de Internet, aulas para educación de adultos, manualidades, etc, un polideportivo, un campo de fútbol de césped, piscina, piscina cubierta, gimnasio y varias pistas deportivas, entre otras instalaciones.

## Toponimia
El topónimo deriva «Villa d'Aceca», a su vez del árabe السكّة (as-Sikka), «el camino». No tiene, por tanto, relación con el latín sicca («seca»), aunque se vio probablemente atraído por etimología popular dada la sequedad de la zona.

## Geografía
Situada en la comarca de La Sagra, limita con los términos municipales de Magán, Mocejón, Villaluenga de la Sagra, Alameda de la Sagra, Cobeja, Añover de Tajo y Aranjuez (Madrid). El término municipal tiene una extensión de 31,40 km². Está comunicada con Toledo y Madrid por la autopista de peaje AP-41 que acerca a ambas ciudades y con la capital regional también por la carretera Cuesta de la Reina-Toledo CM-4001, por la que se llega a Madrid enlazando con la Autovía de Andalucía.
Dentro del término municipal están ubicadas la central térmica de Aceca y los talleres del AVE de la Sagra.
El clima es mediterráneo, templado, con veranos calurosos e inviernos fríos. La temperatura media de enero oscila entre los 5 y los 8 °C y en julio sobrepasa los 28 °C. La media anual de precipitaciones en las dos últimas décadas del siglo XX se cifró en 370 mm.

## Historia
Villaseca se pobló con habitantes de la antigua Aceca que lejos de las condiciones malsanas del río Tajo se asentaron en terrenos libres del dominio musulmán una vez conquistada Toledo en 1085. En los siglos XII, XIII y XIV se hace mención de Villaseca como alquería de la comarca de La Sagra en distintos documentos medievales.
A finales del XV es uno de los pueblos que constituyen la comunidad de pastos de San Martín de la Montiña junto con otros lugares de los Montes de Toledo, al otro lado del río Tajo. A finales del XV pasó a ser villa de señorío en posesión del linaje toledano de los Silva y Ribera, que perpetuarán su dominio jurisdiccional hasta el último tercio del XIX. Durante la guerra de las Comunidades de Castilla las tropas del comunero obispo Acuña atacaron en 1521 el pueblo quemando buena parte de las casas y destruyendo el palacio del señor feudal Juan de Silva con el posterior ataque al castillo del Águila, quizás el episodio histórico más notable de esta villa. Terminada la revuelta, el rey Carlos I ordenó que la parte quemada y destruida se levantase con los materiales de la arruinada casa del capitán toledano Juan de Padilla, que mandó demoler en Toledo en castigo de su rebeldía.
En 1576 estaba por terminar de construir la ermita de la Vera Cruz, que dio lugar prontamente a la gran devoción por una imagen de Ntra. Sra. de las Angustias, que se ha de convertir con el tiempo en la patrona de la villa y a quien se dedican sus fiestas mayores en 8 de septiembre. Los siglos XVII y XVIII contemplaron la edificación de los dos principales edificios religiosos de la villa que constituyen su precioso patrimonio arquitectónico y artístico como son el hospital y capilla de San Bernardo y la iglesia parroquial de Santa Leocadia, la loable mártir toledana.
Hacia mediados del siglo XIX, el lugar tenía contabilizada una población de 1034 habitantes. La localidad aparece descrita en el decimosexto volumen del Diccionario geográfico-estadístico-histórico de España y sus posesiones de Ultramar de Pascual Madoz de la siguiente manera:

VILLASECA DE LA SAGRA: v. con ayunt. en la prov. y dióc. de Toledo (3 leg.), part. jud. de Illescas (3), aud. terr. de Madrid (9), c. g. de Castilla la Nueva. sit. en una llanura; es de clima vario, bien ventilado y no se padecen enfermedades endémicas: tiene 285 casas, la de ayunt., cárcel, un hospital de patronato de legos, titulado de San Bernardo; escuela dotada con 1,100 rs., de los fondos públicos, á la que asisten 80 niños de ambos sexos; igl. parr. (Sta. Leocadia) con curato de segundo ascenso, de patronato del Sr. duque de Montemar y en los afueras al S. la ermita de Ntra. Sra. de las Angustias. Confina el térm. por N. con el de Villaluenga; E. Añover de Tajo; S. Alameda de la Sagra, y O. Mocejon, estendiéndose de 1/2 leg. á una, y comprende el puente, venta y molinos de Aceca, sobre el Tajo, la real deh. del mismo nombre, de pastos; el desp. de Benquerencia, que pertenecia al cabildo de Toledo en la jurisd. de Almonacid; siendo todo lo demas de labor, con la circunstancia de que la parte del S. pertenece al Real Patrimonio y adm. de Cienpozuelos, y la sit. al NE. y O., al señor duque de Montemar, en términos que los vec. no son mas que colonos arendatarios; á corta dist. están los montes de Villaluenga, en cuya cima existe el ant. cast. destruido. Le baña el espresado r. Tajo que forma su lím. SO., y pasa por el pueblo el cauce ó acequia real de Jarama, que se halla sin correr aunque conserva en toda su estension las obras de puentes, esclusas etc.: seria muy útil el que se habilitase, pues no hay en el térm. ni una gota de agua. El terreno es llano y de escelente calidad: los caminos vecinales: el correo se recibe en Olias por un encargado cuando hay proporción. prod.: trigo, cebada y algunas semillas; se mantiene ganado de cerda y el destinado a las labores, y se cria caza menuda. ind. y comercio: fáb. de loza ordinaria negra en casi todas las casas, cuyo art. se trasporta á todos los pueblos inmediatos. pobl.: 296 vec., 1,034 alm. cap. prod.: con inclusion de la colonia del Patrimonio y Benquerencia 2.058,625 rs. imp.: 61,509 contr.: 90,300. El presupuesto municipal: 26,382 que se cubre con 8,065 por ingresos de propios y el resto por arbitrios.
(Madoz, 1850, p. 284)

## Demografía
Cuenta con una población de 1859 habitantes (INE 2024).
| Gráfica de evolución demográfica de Villaseca de la Sagra entre 1842 y 2021                                           |
| |
| Población de derecho según los censos de población del INE. Población de hecho según los censos de población del INE. |

## Administración
| Periodo   | Nombre                     | Partido |
| --------- | -------------------------- | ------- |
| 1979-1983 | Gregorio Aguado Ortega     | UCD     |
| 1983-1987 | Gregorio Aguado Ortega     | UCD     |
| 1987-1991 | Gregorio Aguado Ortega     | UCD     |
| 1991-1995 | Santiago Jerez Batres      | PSOE    |
| 1995-1999 | José María del Viso García | PP      |
| 1999-2003 | Jesús Hijosa Lucas         | PP      |
| 2003-2007 | Jesús Hijosa Lucas         | PP      |
| 2007-2011 | Jesús Hijosa Lucas         | PP      |
| 2011-2015 | Jesús Hijosa Lucas         | PP      |
| 2015-2019 | Jesús Hijosa Lucas         | PP      |
| 2019-2023 | Jesús Hijosa Lucas         | PP      |
| 2023-act. | Jesús Hijosa Lucas         | PP      |

## Patrimonio
Plaza Mayor

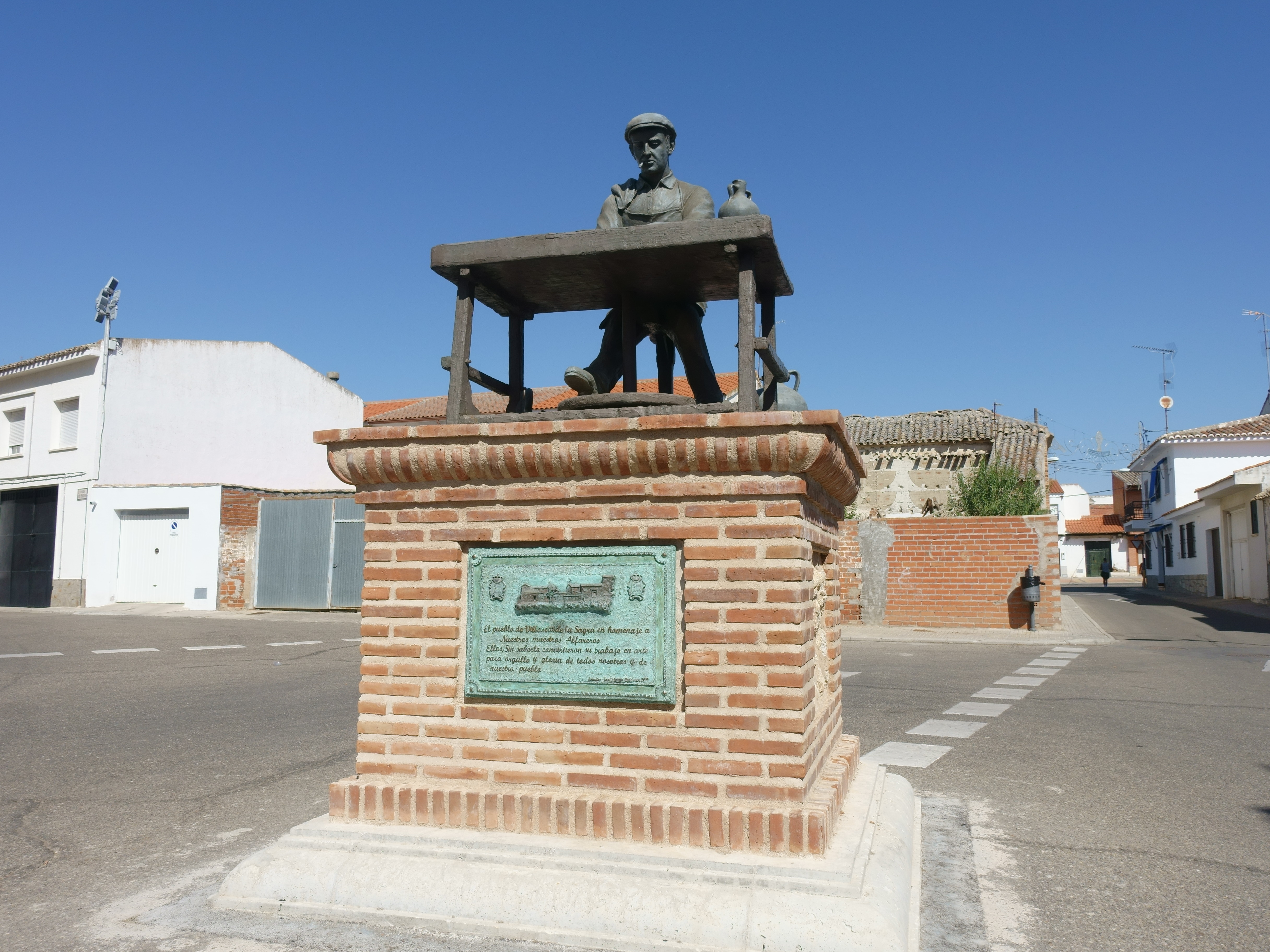
Monumento a los maestros alfareros

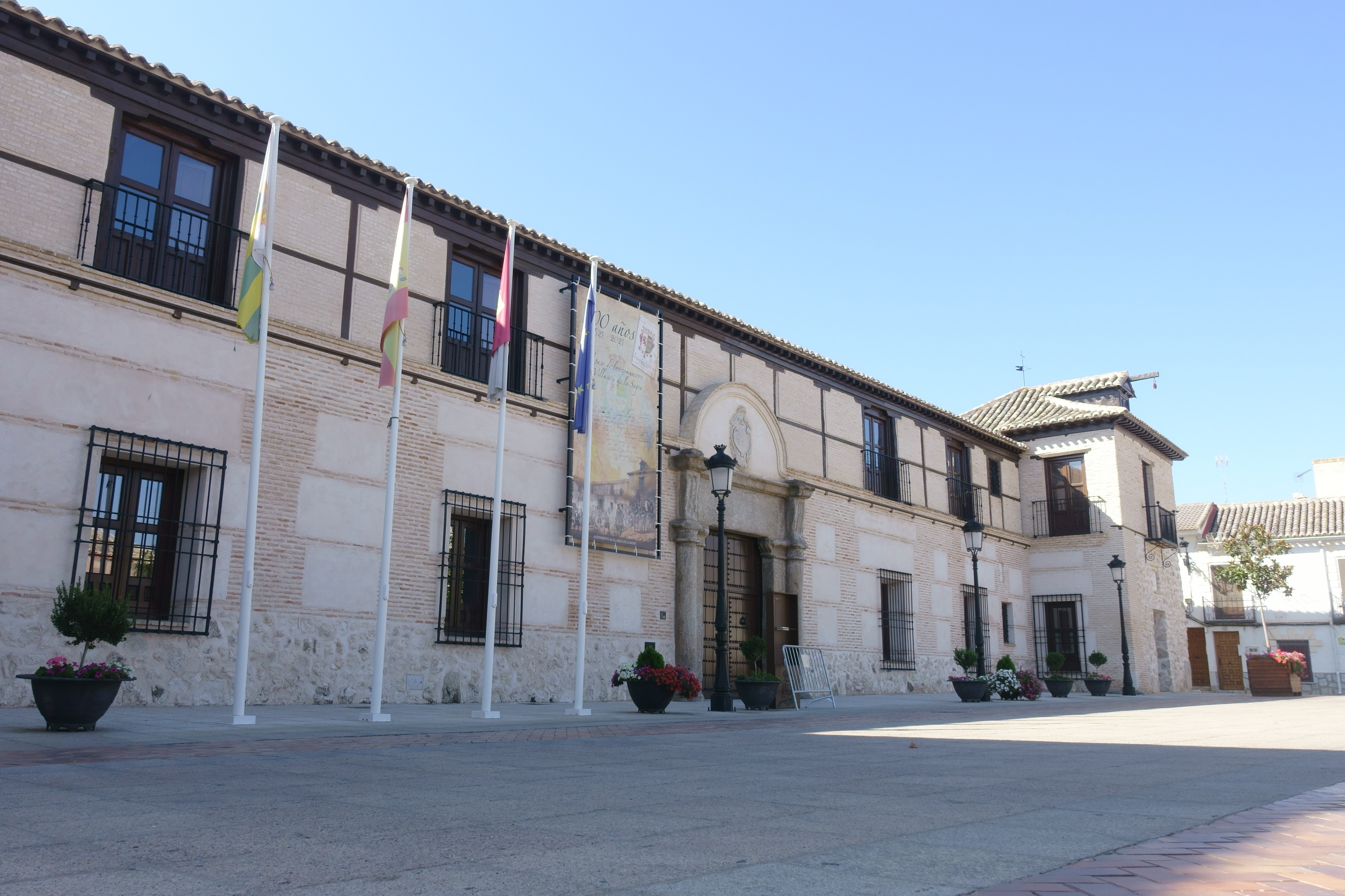
Palacio de los Marqueses de Montemayor, en la plaza Mayor

La plaza de forma cuadrada conserva alguno de los típicos y antiguos balcones de madera. A lo largo de la historia, ha sido testigo mudo de la Función Regia, celebrada en agosto de 1808 en honor de Fernando VII; de las solemnes proclamaciones de las constituciones españolas aprobadas en el siglo XIX; de las fiestas, corridas y encierros de novillos desarrollados desde el siglo XVI hasta la década de los setenta del siglo XX; del baile de la jota y seguidillas en la rifa de las fiestas patronales para honrar a Nuestra Señora de las Angustias. En ella se encuentra el antiquísimo portal de Calixto y el Ayuntamiento. En tiempos pasados en ella estuvieron la cárcel y el reloj de la villa.
Su edificio más destacado es el Palacio de los Marqueses de Montemayor, el primitivo fue destruido durante la guerra de las comunidades. El rey Carlos I le mandó reconstruir con los materiales de la arruinada casa de Juan de Padilla en Toledo, derruida en castigo a su rebeldía. En él nacieron y vivieron algunos de los Marqueses de Montemayor. El rey Carlos I le visitó varias veces. Con planta casi rectangular, exento a dos calles a dos calles y a dos plantas cuenta con un patio rectangular en el que destacan doce columnas que se alzan sobre base cuadrada y capitales renacentistas. En la fachada principal que da la plaza destaca la portada, coronada por el escudo de armas de los Silva y Rivera.
Iglesia parroquial de Santa Leocadia

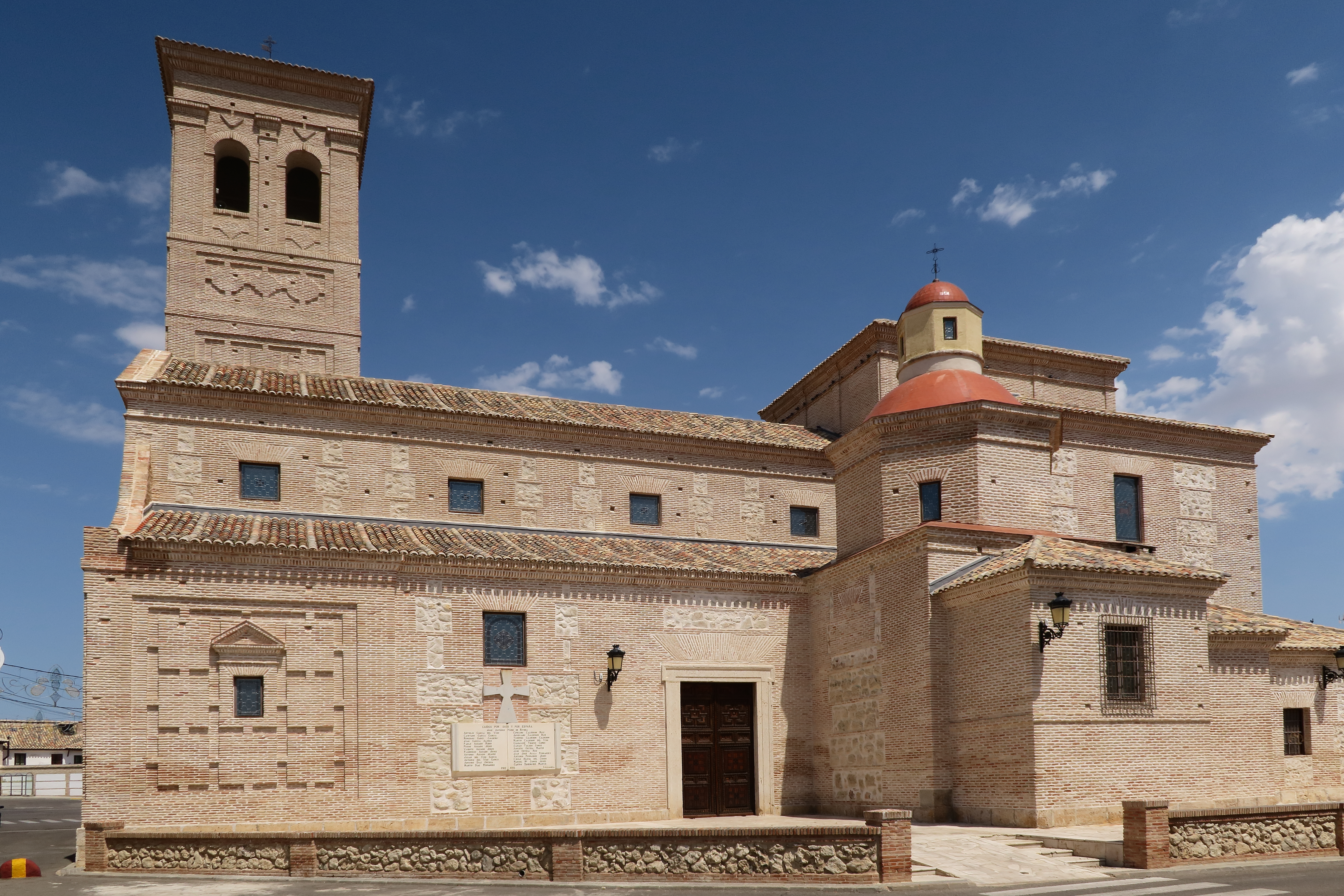
Iglesia de Santa Leocadia

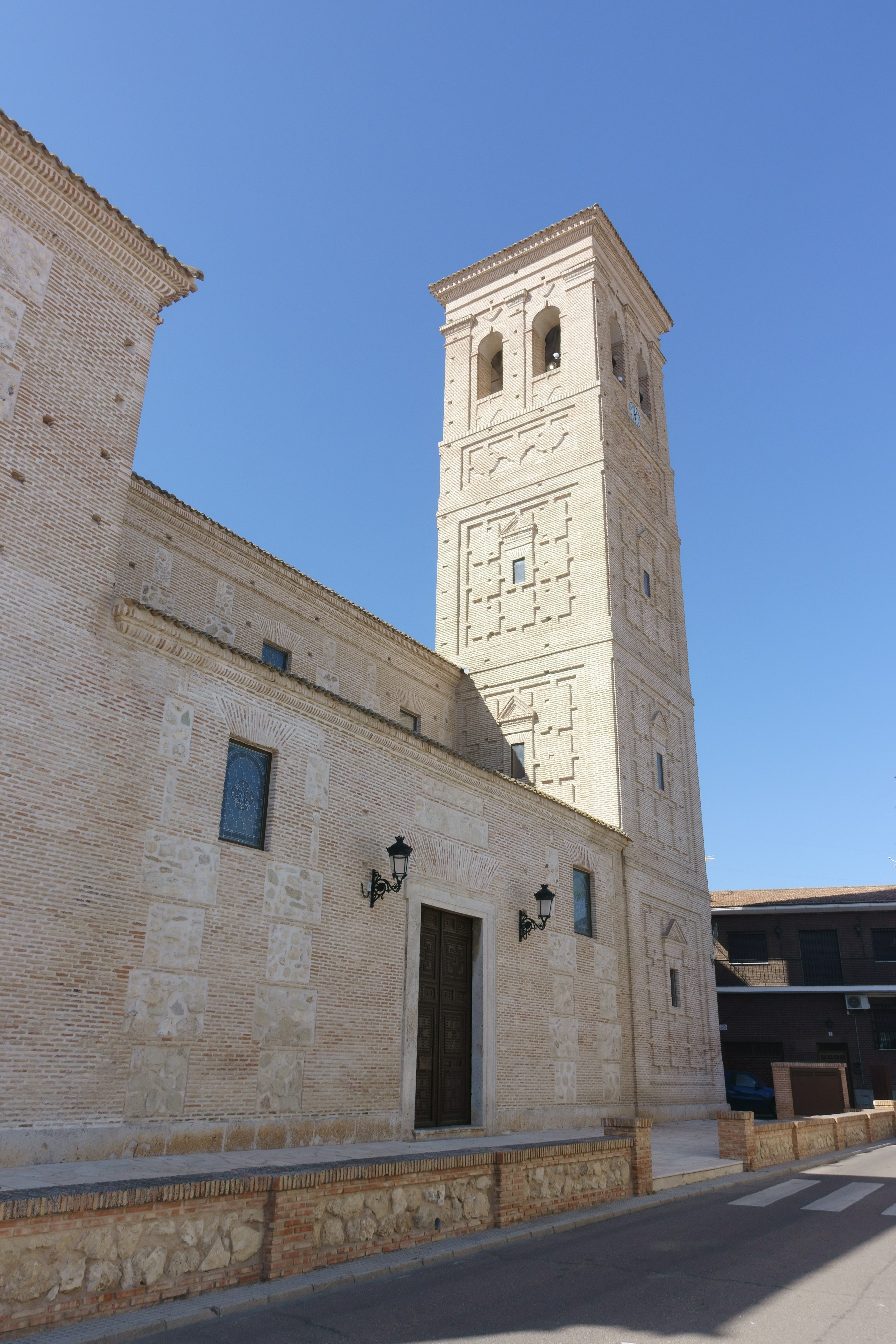
Torre de la iglesia

La iglesia parroquial dedicada a Santa Leocadia fue construida a últimos del siglo XV y finales del XVI.
Fue asolada por las huestes comuneras en 1521. En 1654 se eleva una escritura para «hacer la iglesia y la torre». 
El 16 de septiembre de 1659, Bernabé Díaz Carreño, cura párroco de la Villa y de Mocejón, puso la primera piedra para su reedificación. Era Papa Alejandro VII, rey de España Felipe IV, Cardenal Primado don Baltasar Moscoso y Sandoval, Juan Francisco de Silva y Ribera, Marqués de Montemayor, teniente de cura Felipe Aguilés, mayordomo de la parroquia el licenciado Pedro Martín Ortega y Esteban.
Las obras, bajo proyecto de Fray Lorenzo de San Nicolás, fueron realizadas por Pedro Díaz Mejorada, de Añover de Tajo.
Entre 1701 y 1711, se levantó la Capilla Mayor, con un presupuesto de ochenta mil reales de vellón que concedió el Arzobispado de Toledo. Sus constructores fueron los maestros de obra toledanos Pedro Jiménez de Venga, Juan Díaz Aldeano y José Pavón.
En 1780 siendo alcalde Manuel del Viso, el Ayuntamiento solicitó del Arzobispado de Toledo que se declarase iglesia parroquial bajo la advocación de Santa Leocadia por encontrarse vacante desde 1521, petición que concedió el Cardenal Primado Francisco Lorenzana y Butrón.
Durante el siglo XVIII, las distintas cofradías de la villa adornaron el templo con preciosos altares que fueron destruidos, casi en su totalidad, por las tropas republicanas en la Guerra Civil (1936-1939).
En 1832 fueron reparadas las bóvedas de los techos, la armadura de la torre y todos los tejados bajo la dirección del maestro de obras de Toledo, Antolín Jiménez.
En la reforma realizada en 1971 se quitaron los restos de los retablos que quedaban.
El exterior del edificio está construido en aparejo de ladrillo de composición simétrica. La esbelta torre y el campanario presentan forma cuadrada con cuatro tramos edificados en ladrillo.
Su interior tiene forma de cruz latina, con tres naves y cuatro tramos en la principal. En la cabecera ábside plano y a los pies se eleva el coro o tribuna con vistosa reja metálica. El crucero está coronado por una cúpula de forma elíptica, sobre pechinas de ocho gajos con linterna cegada que finaliza en una pequeña cúpula.
Las paredes son de aparejo toledano con mampostería de canto y cal. Se alzan sobre un zócalo de piedra.
De las imágenes colocadas en repisas destacaremos Nuestra Señora de las Mercedes, siglo XVIII, esculpida por el ilustre villasecano Juan Pascual de Mena; Santa Leocadia, San Isidro; y dos crucificados.
Preciosa es la custodia procesional del Corpus Christi trabajada en plata sobre dorada, esmaltada, y grabada por el platero toledano Juan de San Martín en el siglo XVII.

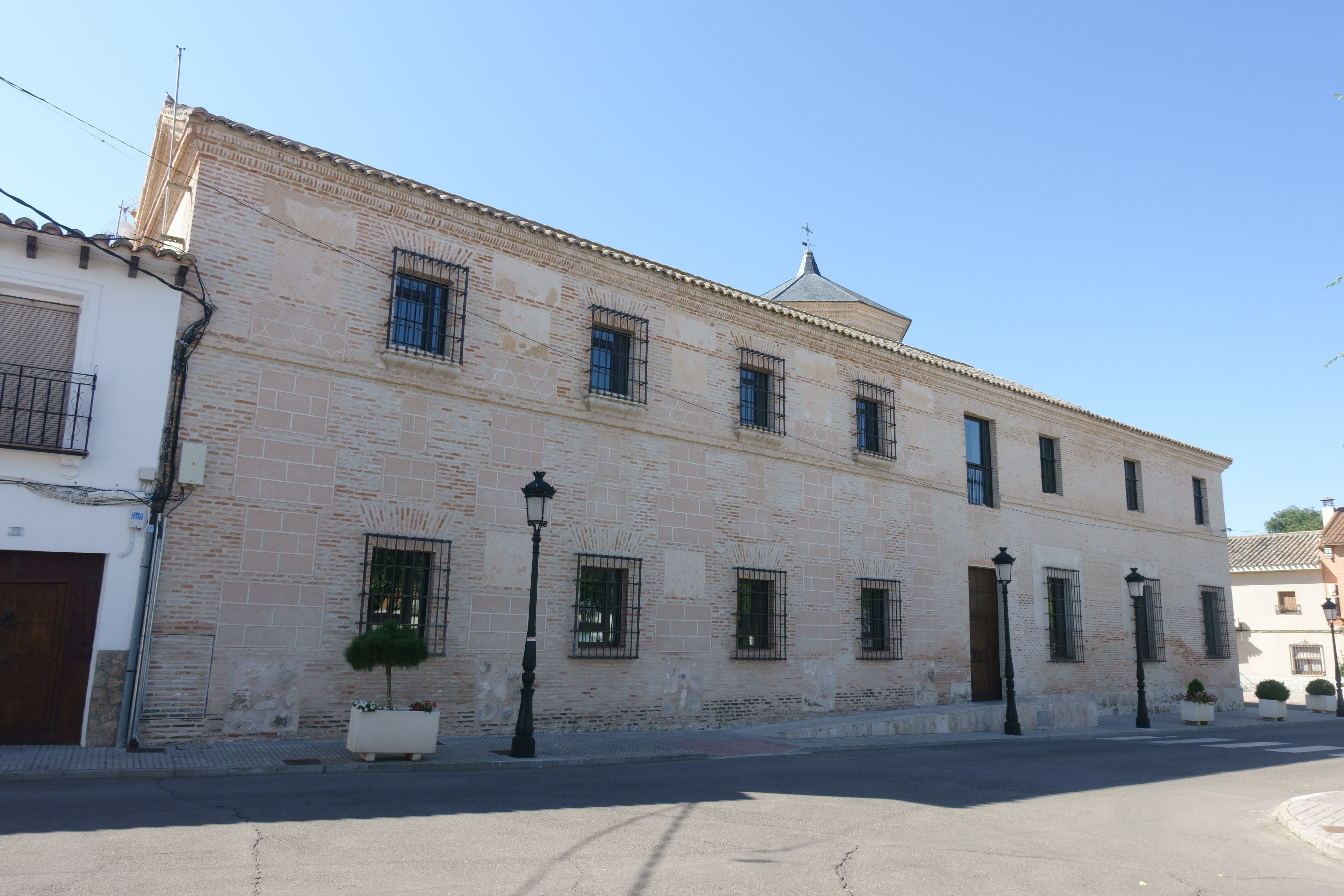
Hospital de San Bernardo

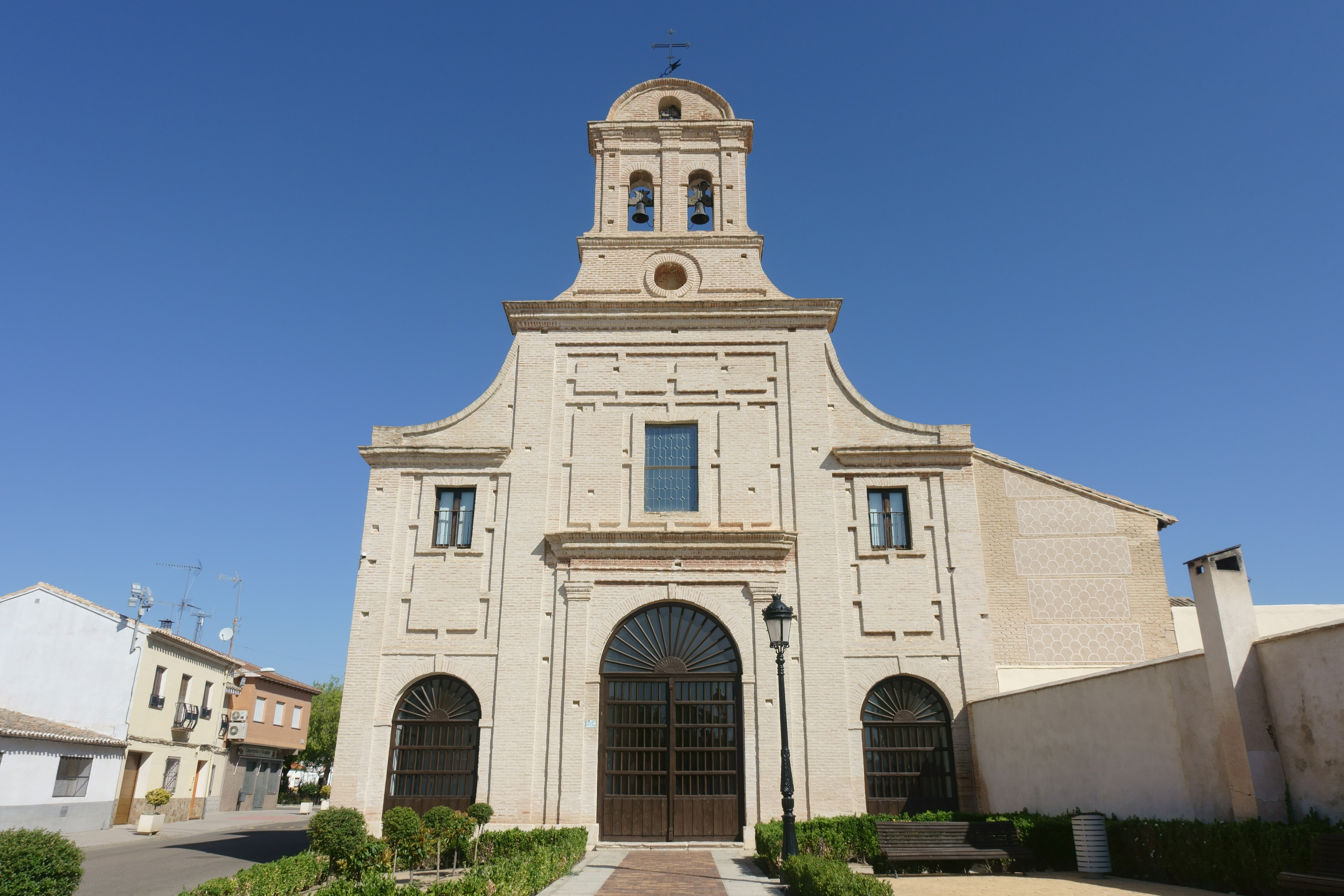
Fachada de la iglesia del hospital

Bernando García y San Pedro, nacido en la villa, sobrino y testamentario del secretario del rey Felipe IV Blas García, villasecano de nacimiento, mandó construir el hospital de San Bernardo para acoger a un determinado número de pobres de la villa, con preferencia familiares del fundador, y la iglesia dedicada a Nuestra Señora de los Peligros como panteón del fundador y familiares.
Para su construcción y mantenimiento la institución contó con los fondos de capellanías que tenían tierras y casas en la villa.
Fue edificado bajo proyecto de Lorenzo de San Nicolás, por el maestro de obras de Añover de Tajo, Pedro Díaz Mejorada.
El 7 de junio de 1639 el Consejo del Cardenal-Infante Fernando de Austria autorizaba la construcción de la Iglesia que era bendecida y consagrada el 29 de septiembre de 1669 por Miguel Pérez, Obispo de Arcadia.
Las obras del hospital se comenzaron más tarde y se debieron prolongar bastante tiempo pues en 1771 el Consejo de Gobernación del Arzobispado de Toledo, siendo Cardenal Primado Luis Antonio Fernández de Córdoba envía al mayordomo del hospital el siguiente escrito: «En razón de la conclusión de las obras del Hospital de San Bernardo y la declaración de Don Francisco Jiménez de Revenga maestro mayor de obras del Arzobispado se concede licencia para construir una enfermería, una casa, hacer un retablo una imagen de San Bernardo para el Altar Mayor, adornar las capillas y hacer un arancel para la puerta del Atrio».
En 1802 se vendían las tierras que poseía el hospital por una orden de su majestad.
Durante el siglo XIX, comenzó a funcionar mal hasta que dejó de hacerlo.
El Hospital tiene forma rectangular, con dos alturas y doble crujía que se une por el lado menor a la iglesia
Tiene un patio porticado con columnas dórico-toscanas que se apoyan en bases curvas.
En la parte superior, están situadas las habitaciones en las que se alojaban los pobres.
La iglesia en forma de cruz latina con una nave principal y dos capillas a cada lado.
El ábside es plano y el coro está sobre el atrio de la entrada.
En el crucero cúpula de media naranja sobre pechinas.
Detrás del ábside capilla de forma octogonal que sirvió de enterramiento a los fundadores.
En las capillas laterales, magníficos retablos renacentistas y estupendo retablo rococó en el altar mayor.
Durante los años 1980 acogió a las escuelas de niños y niñas y el consultorio médico. Actualmente alberga el centro cultural San Bernardo.

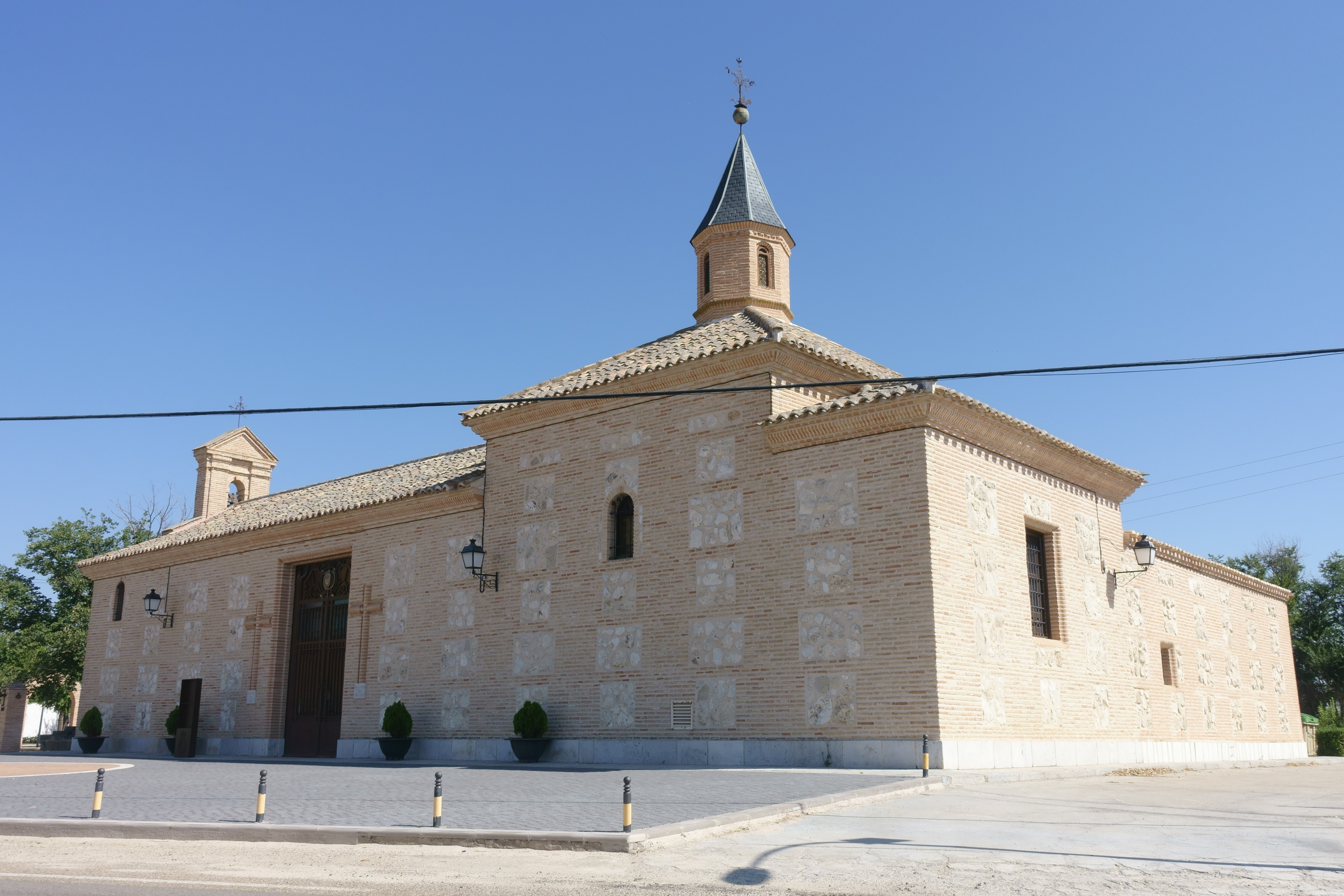
Ermita de las Angustias

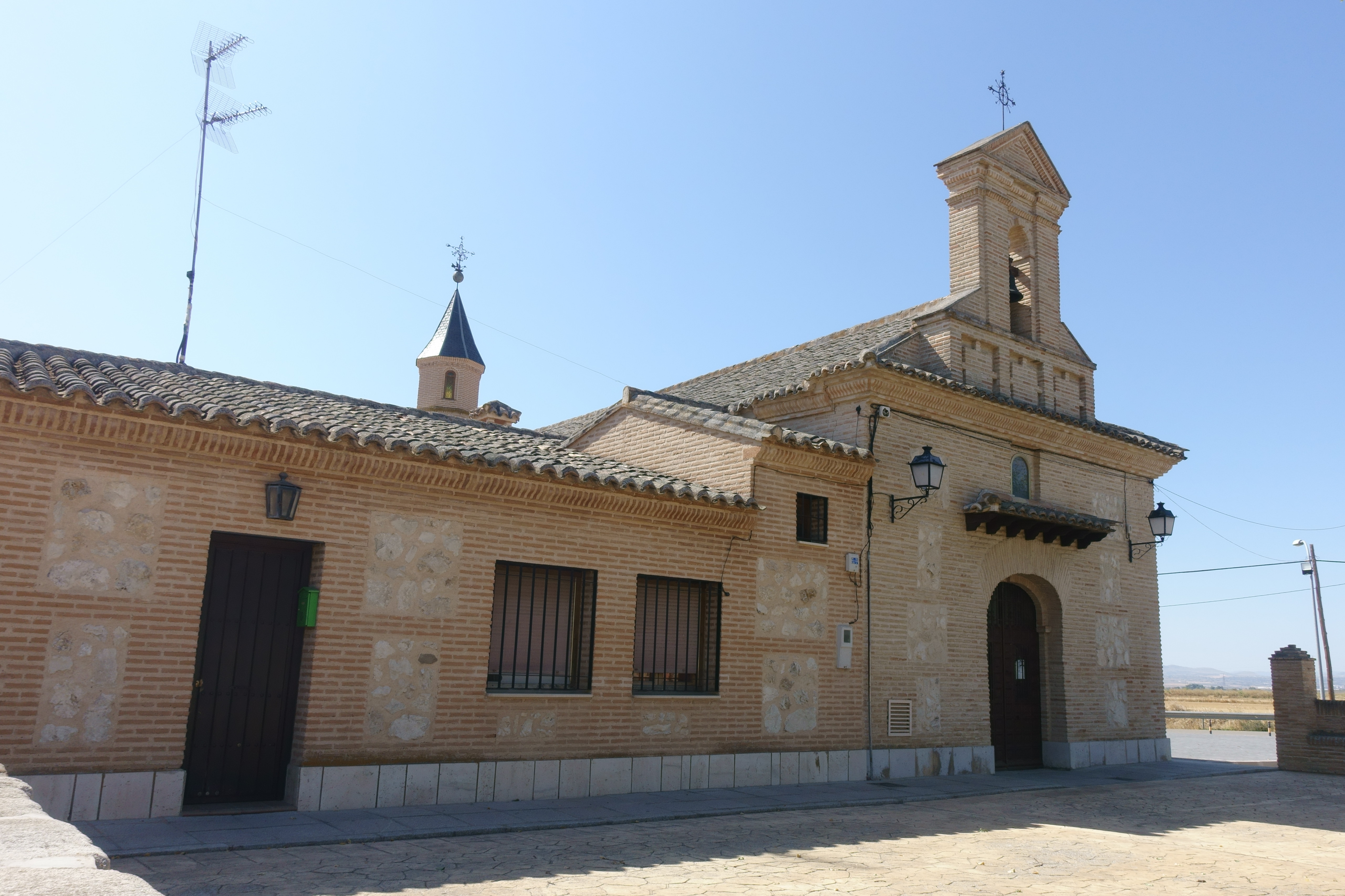
Portada de la ermita

Situada a extramuros de la villa, junto a la carretera Cuesta de la Reina-Toledo CM-4001, fue construida en el siglo XVI, bajo la advocación de la Vera Cruz. A comienzos del siglo XVII empezó a denominarse de las Angustias por la imagen de la Virgen del mismo nombre que se veneraba en el santuario en aquellos años.
Los milagros atribuidos a Nuestra Señora a primeros del siglo XVII hicieron crecer una gran devoción y fe hacia Ella entre los villasecanos y habitantes de los pueblos limítrofes....
En 1729 eran aprobados por el Consejo de Gobernación y del Arzobispado de Toledo los estatutos de la hermandad de Nuestra Señora de las Angustias que estuvieron vigentes hasta 1899, que rigieron la Cofradía hasta hace unos años que se adaptaron a las normas canónicas en vigor.
El edificio en su exterior es de aparejo y mampostería de tipología mudéjar, modificada por el paso del tiempo.
Su interior de una sola nave, cuenta con capilla mayor y coro.
La Capilla Mayor está separada de la nave por una reja de madera, en ella, además de la imagen de Nuestra Señora de las Angustias hay dos efigies, una de Jesús con la Cruz a cuestas y otra de Cristo atado a la columna, que desfilan en las procesiones del Jueves y Viernes Santo.
El edificio desde su construcción ha sido reformado varias veces, la última entre 2006 y 2007.
La cofradía de Nuestra Señora, desde su aprobación hasta 1974 se encargó de organizar los actos religiosos y profanos, excepto la novillada, que se celebraban en honor de su titular cuya fiesta se conmemoran el 8 de septiembre.
A la misa de peregrinos, Eucaristía principal y procesión que se celebran ese día, asisten varios centenares de villasecanos y personas llegadas de los pueblos limítrofes, especialmente de Villasequilla, donde hay una antigua y arraigada devoción y fe hacia la Virgen de las Angustias.
Después de las fiestas se dice en su honor un solemne novenario.
En la actualidad la Hermandad se encarga de realizar los actos religiosos y el Ayuntamiento los profanos.
La Corporación Municipal en 1959 otorgó a Nuestra Madre de las Angustias el título de Alcaldesa Mayor de la Villa.
Ermita de San Sebastián
Estuvo ubicada en el paraje El Santo, en el camino de Mocejón y Magán. Construida en el siglo XVI, fue reformada en 1751 y demolida hacia 1761.
La imagen del santo fue trasladada al templo parroquial.
Tuvo su cofradía propia. Con la venta de los materiales de su demolición se pagó parte del tabernáculo del altar mayor de la Iglesia Parroquial.
Fuente de agua dulce
El Ayuntamiento presidido por el alcalde ordinario Diego Plaza, acordaba en 1697 hacer una fuente de agua dulce con un presupuesto de sesenta mil reales de vellón.
El agua se trajo desde el paraje Las Pilillas a un lugar del Camino Real de Madrid, cerca de la calle Cantarranas.
La fuente no dio el agua necesaria y se secó.
En 1729 y 1728 el Ayuntamiento organizó corridas de toros para obtener fondos «para la fuente de agua dulce que se quiere construir».
En el siglo XVIII se decía que los vecinos utilizan para beber el agua del río Tajo. «Hay una fuente caudalosa inmediata al pueblo donde beben los pobres. El agua excelente cuece los garbanzos en dos horas». José Fornells, arquitecto de Su Majestad, la reformó en 1802 pues daba poca agua.
Siendo alcalde José del Viso en 1866 el Ayuntamiento aprobaba hacer una fuente de agua dulce, lavadero y pilar para las caballerías en la Plaza del Pozo Concejo.
El agua se condujo desde el lugar La Fuente del Junco al sitio determinado en la citada plaza.
Las obras las realizó Joaquín Gutiérrez de Madrid, que cobró cuatro maravedíes por cada cántaro de arroba durante 25 años y se le autorizó a edificar una casa para cobijar a la persona encargada de la cobranza del canon.
Los vecinos estuvimos utilizando su agua para beber y cocinar hasta 1987, aunque en 1949 se inauguraban dos fuentes públicas con agua del Tajo, situadas en la plaza de la Silera y en la plaza Mayor, y en los primeros años de la década de los 70 del siglo pasado se instalaba el abastecimiento de agua procedente del río Guadarrama en las casas.
Pozo Concejo

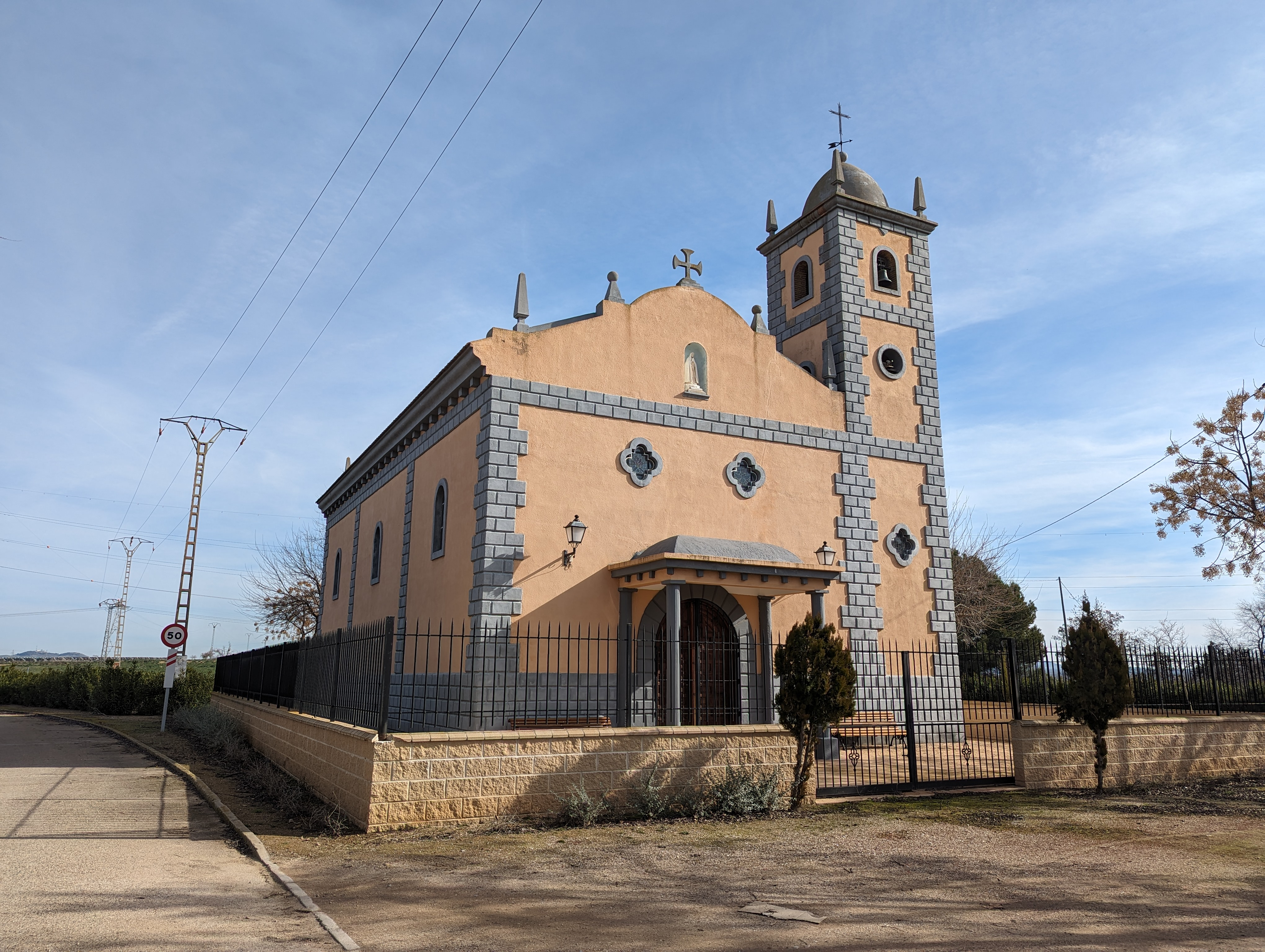
Ermita de Nuestra Señora de Fátima, en Aceca

Estuvo situado en la plaza del mismo nombre, en la actualidad de Miguel de Cervantes, en el lado noroeste del jardín que hay en ella.
Fue cubierto en 1951 cuando se construyeron las antiguas casas de los maestros, hoy desaparecidas.
Desde el siglo XVI, sirvió de abrevadero a las caballerías de los vecinos y de los numerosos pasajeros que transitaban por la villa y descansaban en los cuatro mesones que hubo.
Fue reformado numerosas veces a lo largo de los años.
En 1822, el Ayuntamiento acordó limpiarlo «por haber arrojado broza, piedras, cascotes y otros objetos algunos vecinos».
El alcalde Leocadio Díaz publicaba un bando multando con dos ducados y un día de arresto al que arrojase materiales en él.

## Fiestas
- 2 de febrero: la Candelaria.
- 25 de abril: San Marcos.

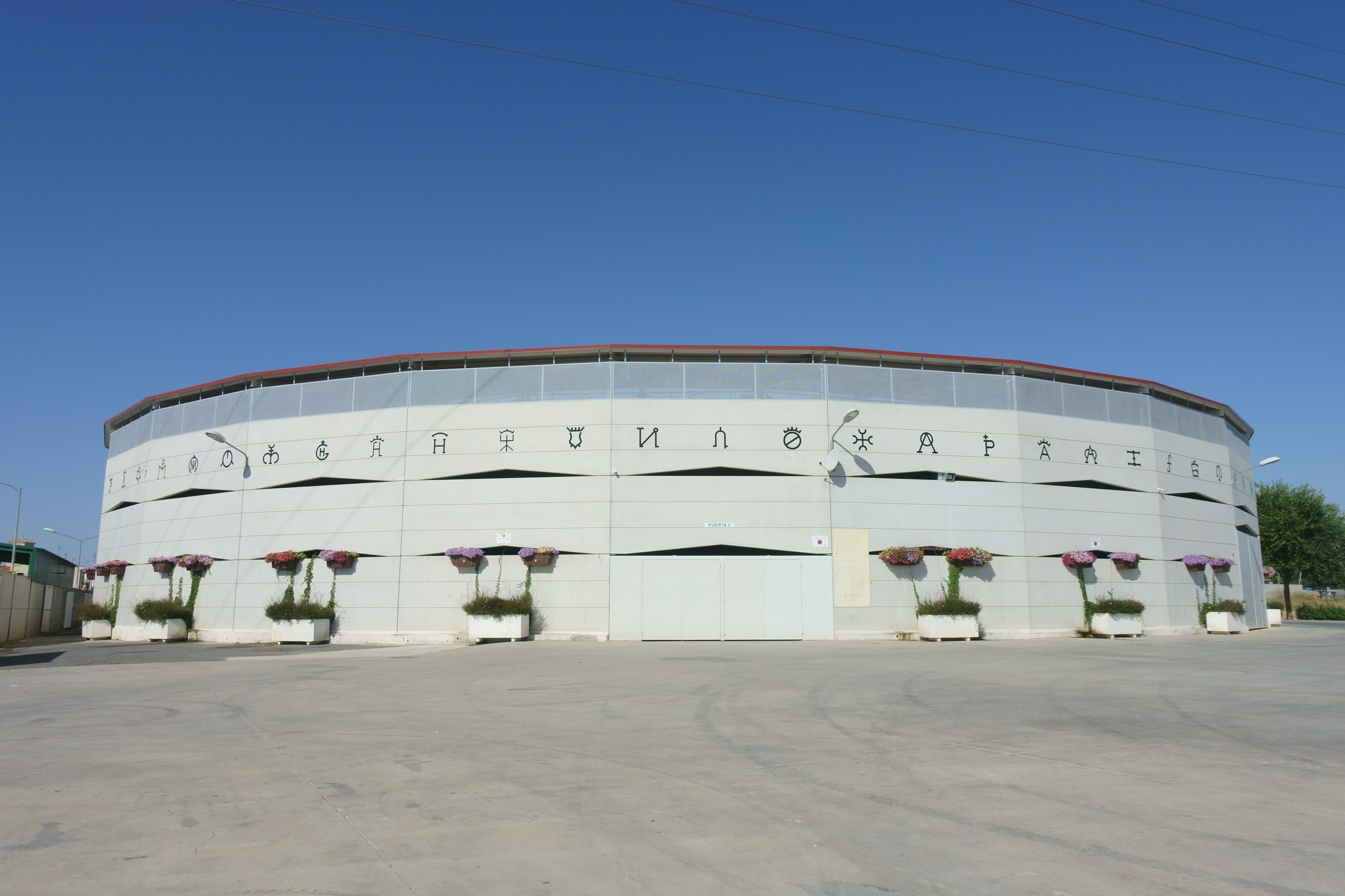
Plaza de toros

- 29 de junio: Sagrados Corazones. 16 de julio: la Virgen del Carmen y 9 de diciembre: santa Leocadia (organizadas por cofradías).
- 15 de agosto: Fiesta Chica, en honor a Nuestra Señora de las Mercedes (semana cultural).
- Del 4 al 10 de septiembre: fiestas patronales en honor de Nuestra Señora de las Angustias, cuya festividad, dura una semana y goza de una gran fama y popularidad en la comarca y en la provincia, por sus verbenas populares y sobre todo la feria taurina, por lo que se le da el sobrenombre de Pamplona toledana, con varias novilladas picadas y los tradicionales encierros, que se encuadra dentro del Certamen "Alfarero de Oro", uno de los más conocidos a nivel regional y nacional atrayendo cada año a miles de personas a presenciarlos.